# Большой Будда
Тяньтань Будда, известен также как Большой Будда (кит. трад. 天壇大佛, упр. 天坛大佛) — большая бронзовая статуя Будды, расположена в Гонконге, на острове Лантау, вблизи монастыря По Лин. Символизирует гармонию отношения между человеком и природой, между людьми и религией. Важный центр буддизма в Гонконге, а также — популярный туристический объект.

## Описание
Высота статуи — 34 метра (112 футов), вес — 250 тонн, что делало Большого Будду самой высокой бронзовой статуей Будды до 2007 года (самая высокая в Гаосюне Тайвань). Чтобы достичь статую, посетителям требуется преодолеть лестницу с 268 ступенями, хотя имеется также небольшая извилистая автомобильная дорога, ведущая к Будде.
Большой Будда смотрит на север, что уникально, так как все крупные статуи Будд обращены на юг.
Строительство статуи было начато в 1990 году и завершилось 29 декабря 1993 года. На церемонию открытия были приглашены монахи со всего мира.

## Посещение
Монастырь По Лин и Будда открыты для посещения с 10:00 до 17:45. Вход бесплатен, однако, чтобы попасть внутрь Будды, надо заплатить взнос. Посетители могут также увидеть близлежащий монастырь, известный как «Буддийское царство юга», который является одним из крупнейших и наиболее известных в Гонконге. Монастырь был основан тремя мастерами дзэн в 1920 году. Туристы часто проводят время в прилегающем чайном саду. Возвышающийся невдалеке пик Лантау — второй самый высокий в Гонконге (934 м).